# Stenodrillia
Stenodrillia é um gênero de gastrópodes pertencente a família Drilliidae.

## Espécies
- †Stenodrillia bellardii Des Moulins 1842[4]
- Stenodrillia horrenda (Watson, 1886)[5]
- †Stenodrillia obeliscus Desmoulins 1842

Espécies trazidas para a sinonímia
- Stenodrillia acestra (Dall, 1889): sinônimo de Compsodrillia acestra (Dall, 1889)
- Stenodrillia eucosmia (Dall, 1889): sinônimo de Compsodrillia eucosmia (Dall, 1889)
- Stenodrillia gundlachi (Dall & Simpson, 1901): sinônimo de Compsodrillia gundlachi (Dall & Simpson, 1901)
- Stenodrillia haliostrephis (Dall, 1889): sinônimo de Compsodrillia haliostrephis (Dall, 1889)